# Furstbiskopsdömet Würzburg
Furstbiskopsdömet Würzburg var ett riksomedelbart biskopsstift och furstbiskopsdöme i Würzburg, 1168–1803. Det var beläget i trakten vid Landkreis Würzburg i regeringsområdet Unterfranken i det nuvarande tyska förbundslandet Bayern.
Dess förste biskop, Burkard, 741
installerades av Bonifatius. Biskoparna bringade småningom under sig från de kringboende frankiska grevarna och herrarna en mängd besittningar,
av vilka det omfångsrika furstbiskopsdömet
Würzburg bildades. I spetsen för detta stod furstbiskopen,
åt vilken 1120 förlänades den hertigliga makten,
d. v. s. domarmakten, i Östfranken. I kyrkliga angelägenheter stod biskoparna under ärkebiskopen av
Mainz, t. o. m. sedan Benedikt XIV 1751 tilldelat dem ärkebiskopligt pallium och kors. Stiftets område var omkring 4 900 km2 med en folkmängd vid 1800-talets början av omkring 262 000 personer.
Under Trettioåriga kriget gav Axel Oxenstierna 1633 biskopsstiften
Würzburg och Bamberg under namn av hertigdömet Franken
åt hertig Bernhard av Weimar, men dessa återgavs
1634 åt sina biskopar. Efter Lunévillefreden 1801
sekulariserades stiftet Würzburg och överlämnades 1803
genom riksdeputationshuvudbeslutet som världsligt
arvfurstendöme åt kurfurstendömet Bayern (med undantag av några amt, som tillföll andra furstar)
såsom ersättning för den förlorade Rhenprovinsen.

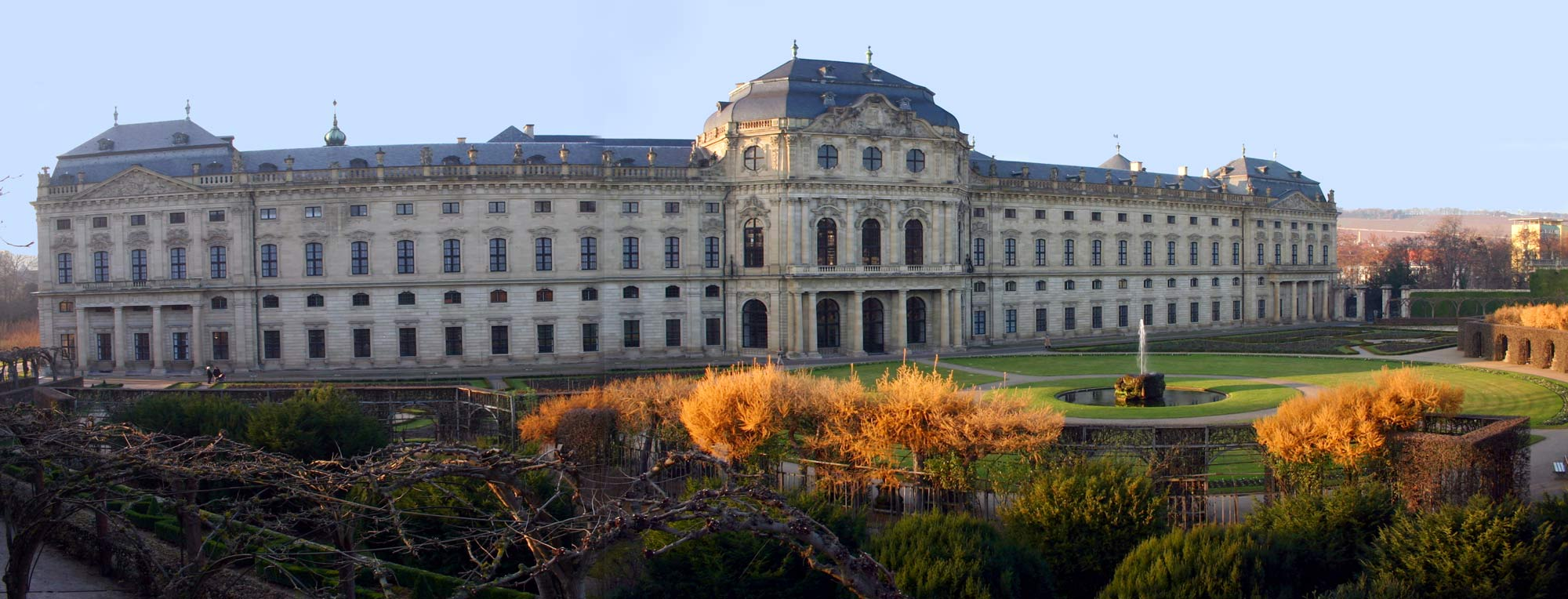
Furstbiskoparnas residens i Würzburg.

I freden i Pressburg 1805 avträdde Bayern mot ersättning på annat håll furstendömet Würzburg åt f. d. storhertig
Ferdinand III av Toscana, som lämnade kurfurstendömet Salzburg till Kejsardömet Österrike, varemot
kurfurstetiteln överflyttades till Würzburg. Ferdinand ingick i Rhenförbundet 1806 och antog titeln
storhertig av Würzburg. Genom Wienkongressen
återfick han sin arvsstat Storhertigdömet Toscana, och Würzburg återgick till Kungariket Bayern, i vilket det bildade en del av
regeringsområdet Unterfranken. Mindre delar lades till
Baden och Württemberg.

## Källa
Den här artikeln är helt eller delvis baserad på material från Nordisk familjebok, Würzburg, 1904–1926.